# سليمان الحبيب
الدكتور سليمان بن عبد العزيز الحبيب (ولد في 17 مارس 1953م، جدة) طبيب سعودي ومؤسس ورئيس مجلس إدارة مجموعة الدكتور سليمان الحبيب للخدمات الطبية في المملكة العربية السعودية والإمارات العربية المتحدة ومملكة البحرين. ولد في مدينة جدة ودرس الابتدائية والمتوسطة والثانوية في المدينة المنورة ثم التحق بكلية الطب في جامعة الملك سعود وحصل على درجة البكالوريوس في الطب. كما أنه عضو مشارك وعضو مجلس إدارة شركة محمد الحبيب العقارية.

## الدراسة العلمية
درس الدكتور سليمان الحبيب الطب في جامعة الملك سعود وحصل على درجة البكالوريوس في الطب. وتخصص في طب الأطفال وحصل على شهادة الزمالة من الكلية الملكية البريطانية في طب الأطفال عام 1984م، وعلى الدبلومة البريطانية في صحة الأطفال وعضو الكلية الملكية البريطانية للأطباء.

## المناصب المهنية والقيادية
- عمل أستاذ مساعد بقسم الأطفال جامعة الملك سعود عام 1984 م.
- كبير الأطباء في جامعة الملك سعود عام 1986 م.
- رئيساً لقسم الأطفال في مستشفى قوى الأمن عام 1987م.
- عمل كمستشار غير متفرغ لمدة ثلاث سنوات في وزارة الصحة.
- عضو مجلس إدارة الغرفة التجارية الصناعية في الرياض من عام 2005 وحتي 2008م.
- رئيس اللجنة الطبية بالغرفة التجارية الصناعية في الرياض سابقاً.
- عضو مجلس إدارة بالعديد من الجمعيات والمؤسسات الاجتماعية والخيرية.
- رئيساً وعضواً في العديد من المؤتمرات والندوات العالمية داخل المملكة وخارجها.
- عضو مؤسس مساهم في العديد من الشركات السعودية المساهمة.
- أسس مجموعة الدكتور سليمان الحبيب الطبية عام 1995م.
- يشغل حاليا منصب رئيس مجلس إدارة مجموعة د.سليمان الحبيب الطبية.[4]

## استثماراته في المجال الطبي
- مجمع العليا الطبي الرياض

- مستشفى د.سليمان الحبيب بالريان- منطقة الريان - شرق الرياض
- مستشفى د.سليمان الحبيب بالقصيم
- مستشفى العظام والمفاصل والعمود الفقري

- مستشفى النساء والولادة
- مجمع دبي الطبي في دبي - الإمارات العربية المتحدة
- مستشفى الدكتور سليمان الحبيب بالسويدي الرياض
- مستشفى الدكتور سليمان الحبيب في الخبر

المركز الطبي الجامعي بمدينة الملك عبد الله الطبية بمملكة البحرين

## الثروة
مع ارتفاع أسهم مجموعة الرعاية الصحية التابعة له في يناير 2024 ، اقتربت ثروة الطبيب السعودي سليمان الحبيب من 12 مليار دولار ليصبح ضمن مصاف أغنى الأفراد في الشرق الأوسط، ويعزز موقعه بين أغنى الأطباء في العالم. وثالث أغنى شخص لا ينتمي إلى عائلة حاكمة في منطقة الشرق الأوسط، وفقاً لـ"مؤشر بلومبرغ للمليارديرات".